# Indische Basketballnationalmannschaft
Die indische Basketballnationalmannschaft repräsentiert Indien bei Basketball-Länderspielen der Herren. Zu den größten Erfolgen der indischen Nationalmannschaft gehört die Teilnahme an den Olympischen Spielen 1980. Aufgrund des Boykotts einiger westlicher Länder, unter anderem auch der Bundesrepublik Deutschland und der USA musste das Teilnehmerfeld im Basketball Wettbewerb aufgestockt werden. Dadurch bekam Indien als Vertreter Asiens an den Olympischen Spielen teilzunehmen. Indien verlor jedoch alle Spiele im Turnier und wurde zwölfter unter zwölf Teilnehmern.
Als größte Erfolge bei kontinentalen Wettbewerben zählen jeweils ein vierter Platz bei der Basketball-Asienmeisterschaft 1975 und beim Basketballwettbewerb der Asienspiele 1951.

## Abschneiden bei internationalen Wettbewerben

### Olympische Spiele
| - 1980 – 12. Platz |

### Weltmeisterschaften
| - bisher nicht qualifiziert |

### Asienmeisterschaften
| - 1965 – 7. Platz - 1967 – 4. Platz - 1969 – 5. Platz - 1971 – 6. Platz - 1973 – 6. Platz - 1975 – 4. Platz - 1977 – 8. Platz - 1979 – 5. Platz - 1981 – 5. Platz - 1983 – 8. Platz | - 1986 – 10. Platz - 1987 – 6. Platz - 1989 – 6. Platz - 1991 – 13. Platz - 1995 – 13. Platz - 1997 – 11. Platz - 2001 – 8. Platz - 2003 – 8. Platz - 2005 – 12. Platz - 2007 – 15. Platz | - 2009 – 13. Platz - 2011 – 14. Platz - 2013 – 11. Platz - 2015 – 8. Platz - 2017 – 14. Platz |

### Basketballwettbewerb bei denAsienspielen
| - 1951 – 4. Platz - 1970 – 6. Platz - 1982 – 8. Platz - 2014 – 12. Platz |

## Kader bei der Asienmeisterschaft 2013
| Nr. | Position         | Name                   | Größe [cm] | Geburtsjahr | Aktueller Verein |
| --- | ---------------- | ---------------------- | ---------- | ----------- | ---------------- |
| 4   | Point Guard      | Sambhaji Kadam         | 175        | 1980        | Services         |
| 5   | Shooting Guard   | Narender Kumar         | 185        | 1988        | Services         |
| 6   | Forward          | Pratham Singh          | 182        | 1991        | Tamil Nadu       |
| 7   | Forward          | Vinay Kaushin          | 189        | 1991        | Delhi            |
| 8   | Forward          | Arjun Singh            | 182        | 1992        | N.W. Railway     |
| 9   | Shooting Guard   | Vishesh Bhriguvanshi   | 192        | 1991        | ONGC             |
| 10  | Center           | AmritPal Singh         | 208        | 1991        | Punjab           |
| 11  | Point Guard      | Joginder Singh         | 175        | 1988        | Services         |
| 12  | Center           | Satnam Singh Bhamara   | 218        | 1995        | High School      |
| 13  | Forward          | Amjyot Singh           | 203        | 1992        | Tormes           |
| 14  | Forward          | Yadwinder Singh        | 196        | 1986        | ONGC             |
| 15  | Center           | Rikin Pethani          | 203        | 1990        | Tamil Nadu       |
|     | Trainer          | Scott William Flemming |            |             |                  |
|     | Assistenztrainer | Rajinder Singh         |            |             |                  |